# Хлюсты (Тверская область)
Хлюсты — деревня в Западнодвинском районе Тверской области. Входит в состав Западнодвинского сельского поселения.

## География
Деревня расположена в северо-восточной части района, в 2 км от границы с Нелидовским. Расстояние до города Западная Двина составляет 19 км. Ближайший населённый пункт — деревня Авдеево.

## История
На топографической карте Фёдора Шуберта 1867 — 1901 годов обозначена деревня Хлюсты. Имела 6 дворов.
На карте РККА 1923—1941 годов обозначена деревня Хлюсты. Имела 19 дворов.
До 2005 года деревня входила в состав упразднённого в настоящее время Баевского сельского округа, с 2005 — в составе Западнодвинского сельского поселения.

## Население
| 2010 |
| ---- |
| 0    |

В 2002 году население деревни составляло 2 человека.
Национальный состав
Согласно результатам переписи 2002 года, в национальной структуре населения русские составляли 100 % от жителей.